# Sofía Lugo
Sofía Lugo es un personaje ficticio de la serie de televisión estadounidense Prison Break, interpretada por la actriz Danay García. El personaje fue introducido en la temporada 3 de la serie y es la novia panameña del preso James Whistler. 
Al final de la temporada 4 (y después de la muerte de Whistler) se pone de novia con Lincoln y ambos viven juntos en Panamá, ella no aparece en la temporada 5, aunque en el episodio Progeny de dicha temporada Lincoln conversando con Michael le cuenta que ya no están juntos, le comenta además que su relación se había vuelto tóxica y por eso habían decidido terminar por el bien de ambos.